# Aloe inyangensis
Aloe inyangensis ist eine Pflanzenart der Gattung der Aloen in der Unterfamilie der Affodillgewächse (Asphodeloideae). Das Artepitheton inyangensis verweist auf das Vorkommen der Art auf dem Mount Inyanga in Simbabwe.

## Beschreibung

### Vegetative Merkmale
Aloe inyangensis wächst stammbildend, verzweigt nahe der Basis und bildet dichte Klumpen von bis zu 2 Metern Durchmesser. Ihre Triebe sind bis zu 30 Zentimeter lang und 1,5 bis 2 Zentimeter breit. Die etwa acht bis zehn Laubblätter sind zweizeilig angeordnet. Ihre dunkelgrüne Blattspreite ist 15 bis 35 Zentimeter lang und 0,5 bis 1,5 Zentimeter breit. Auf der Blattoberseite können sich nahe der Basis wenige zerstreute Flecken befinden. Die Blattunterseite ist in der Nähe der Basis meist mit vielen sehr hell grünen, linsenförmigen Flecken besetzt. Die Zähne am weißen, knorpeligen Blattrand sind 0,5 Millimeter lang und stehen 1 bis 2 Millimeter voneinander entfernt. Der Blattsaft ist gelb.

### Blütenstände und Blüten

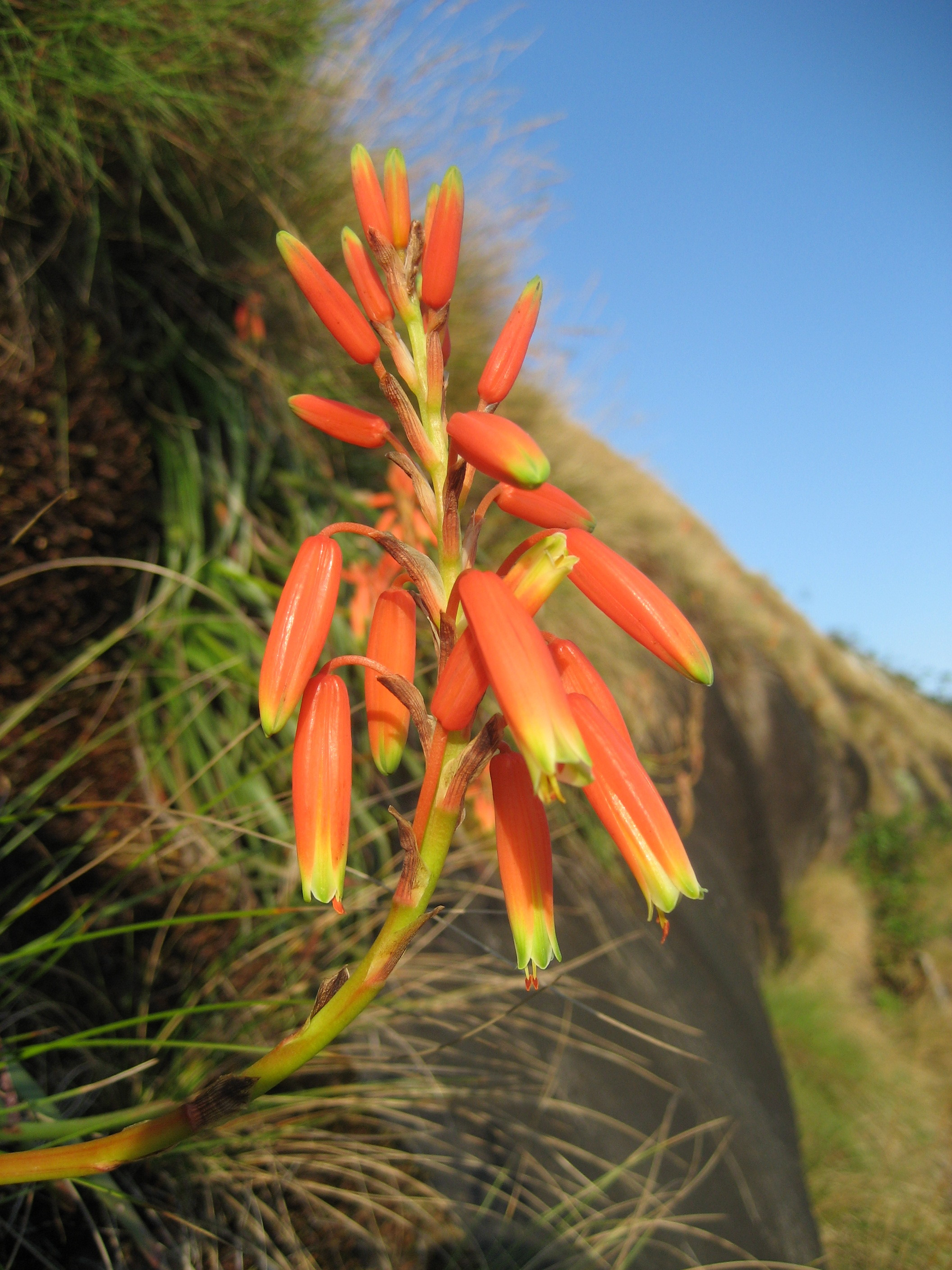
Blütenstand

Der einfache Blütenstand ist 30 bis 50 Zentimeter lang. Die ziemlich lockeren, zylindrischen Trauben sind 6 bis 10 Zentimeter lang und 6 Zentimeter breit. Sie bestehen aus etwa 16 Blüten. Die breit eiförmigen, orange-braunen Brakteen weisen eine Länge von 18 bis 25 Millimeter auf und sind 6 bis 10 Millimeter breit. Die leuchtend scharlachroten Blüten sind an ihrer Mündung grünlich. Sie stehen an 25 bis 30 Millimeter langen Blütenstielen. Die Blüten sind 30 bis 37 Millimeter lang und an ihrer Basis gerundet. Auf Höhe des Fruchtknotens weisen sie einen Durchmesser von etwa 7 Millimeter auf. Darüber sind sie nicht verengt. Ihre äußeren Perigonblätter besitzen leicht ausgebreitete Zipfel. Sie sind nicht miteinander verwachsen. Die Staubblätter und der Griffel ragen kaum aus der Blüte heraus.

## Systematik und Verbreitung
Aloe inyangensis ist in Simbabwe verbreitet. Aloe inyangensis var. inyangensis wächst auf dem Berg Inyangani und an der Grenze zu Mosambik auf Felsen in Höhenlagen von 1825 bis 2560 Metern. Aloe inyangensis var. kimberleyana ist nur auf dem Berg Inyangani in Höhenlagen von 1220 bis 1900 Metern verbreitet und wächst an feuchten Stellen auf Felsen sowie von Klippen hängend.
Die Erstbeschreibung durch Hugh Basil Christian wurde 1936 veröffentlicht. Es werden folgende Varietäten unterschieden:
- Aloe inyangensis var. inyangensis
- Aloe inyangensis var. kimberleyana S.Carter

Aloe inyangensis var. kimberleyana

Die Unterschiede zu Aloe inyangensis var. inyangensis sind: Die Triebe sind bis zu 1 Meter lang. Ihre Zweige sind robuster. Die Laubblätter sind dick und fleischig. Sie sind bis zu 40 Zentimeter lang und 2,5 Zentimeter breit.
Die Erstbeschreibung dieser Varietät erfolgte 1996 durch Susan Carter. Das Artepitheton kimberleyana ehrt Rose und Mike Kimberley, die Susan Carter auf ihrer Tour durch das östliche Hochland von Simbabwe begleiteten.

## Nachweise